# Ladested
Ladested var i Norge betegnelsen for et byanlæg, der havde ret til at udskibe varer til udlandet samt til også at drive anden handel, om end til dels med visse indskrænkninger, men som lovgivningen i andre henseender ikke tilkendte fulde rettigheder som købstad.

## Historie

### Ladestederne i Danmark-Norge indtil 1814
Ladestedernes oprindelse peger tilbage på de i 16.—17. århundrede i Danmark-Norge ved trælasteksporten fremkaldte forhold, idet denne fra først af kunne foregå såvel fra landdistrikterne som fra købstæderne. Fra omkring 1500 og fremefter begyndte hollændere at opsøge de norske havne på Østlandet og købte her trælast kontant. Desuden skete salg af proviant til forbisejlende skibe. I begyndelsen havde begrebet "ladested" næppe nogen ganske fastlagt betydning. De havne, der således fortrinsvis tjente som udskibningssteder, fik benævnelsen ladesteder og erkendtes snart som sådanne i lovgivningen med udelukkelse af andre, hvis betydning i nævnte retning var mere forbigående. Medvirkende til denne udvikling var, at ikke alle eksisterende købstæder lå fordelagtigt for denne handel. Det gjaldt blandt andet Tønsberg, som ikke lå ved et vandløb. Byens borgere bedrev derfor deres trælasthandel på ladesteder som Sandefjord, Holmestrand, Strømsø og Kobberviken. Men i takt med den voksende handel blev det muligt for byen at opbygge sin egen handelsflåde på omkring 20 skibe i årene 1614-21 og næsten 30 i begyndelsen af 1630-erne.

### Tidlige trælandsteder
Det første ladested, som således udviklede sig, var Oddevald i Bohuslen, der lå ved Byfjorden og som havde udviklet sig allerede i midten af 1400-tallet på grundlag af savværksdrift og trælasthandel. Byen lå på privat jord og synes at være selvgroet. Den fik sit første privilegiebrev i 1498, men var da allerede i mange år anerkendt som bymæssig bebyggelse. Men Oddevald var en undtagelse, en tidlig forløber for den udvikling, som først senere slog igennem. Først i anden halvdel af 1500-tallet fulgte Moss, hvis fremvækst ligeledes skyldtes opgangssaven samt beliggenheden ved Mossesundet. Begge havde desuden god vandtransport til det trærige bagland, henholdsvis Berjeelven og Mossefossen.

### Fra trælastmarked til ladested
For andre steder tog udviklingen længere tid. Fra gammel tid havde der ligget udskibningssteder mange steder langs kysten. I takt med, at de gode træressourcer nærmest kysten var udnyttede, måtte træet hentes længere inde i landet, men eftersom træ havde en relativ lav værdi i forhold til volumen, betød det, at transporten måtte foregå på den mest økonomiske måde, nemlig ad elvene. Følgelig blev savværkerne langt ved fosser langs elve eller deres større tilløb, så nær en egnet udskibningshavn som muligt. Dette førte til, at der opstod lokal handel, køb og salg af træ, ved udmundingen af disse elve ved kysten. Derved skabtes grundlaget for nye faste bebyggelser med oprindelse i disse trælastmarkeder: foruden Oddevald også Molde, Christiansand, Mandal, Son, Drøbak, Vardø og formodentlig flere. Efterhånden fandt købmænd vej til disse markedspladser, hvor de i praksis overtog den tidligere bondehandel og etablerede sig som nye mellemmænd mellem de skovejende bønder og udenlandske opkøbere. Købmænd udviklede egne fordele frem for sine samarbejdspartnere, dels lokalkendskab, dels evne til at strukturere handelen med organisering af flådning og kørsel, etablere lagre der afventede udskibning om foråret samt af varer, der blev indført udefra med henblik på salg til lokalbefolkningen. Købmænd kunne købe, når det var billigst, og sælge, når salgsprisen var højest. Desuden havde han større kapitalressourcer end bønderne, og det kunne tage 3-4 år fra kontrakter blev indgået med tilhørende forudbetaling til den faktiske levering af tømmer fandt sted.

### Faser i befolkningsvæksten
I flere tilfælde er det muligt at pege på bestemt år, hvor forvandlingen fra løst marked til ladested skete, således i Mandal i 1560-erne, da tønsbergkøbmanden Morten Baad etablerede sig ved udmundingen af Mandalselven, på Holmestrand omkring 1620 da lensmanden Gunde Lange gav nogle "strandsiddere" lov til at slå sig ned på kronens jord, og i Sandefjord før 1650, idet bønder fra herredet da rejste en sag mod strandsiddere, flere af dem borgere fra Tønsberg, som havde bosat sig ved kysten og efter bøndernes opfattelse frataget disse deres ret til at bruge området som alminding. Snart fulgte andre næringsdrivende efter købmændene, således bødkere, smede, tømrere, træhuggere, kro- og værtshusholdere samt, uundgåeligt, en tolder som Kronens repræsentant, når omsætningen havde nået en fornøden størrelse. Oprindelig var der tale om en spredt bebyggelse af huse, men gradvist skete en fortætning til "tætsteder". Denne fase kan i flere tilfælde siges at være indtruffet i 1620-erne, således i Bragernes, Sandefjord, Porsgrunn, Kragerø, Risør og Molde. I 1660-erne havde flere af disse steder over 400 indbyggere, og et sted mellem 3-400 indbyggere synes at have været en mindste grænse for at sikre en efterspørgsel efter varer og tjenester, der gjorde etablering af et fast mindre bysamfund mulig. Da Arent Berntsen skrev Danmarckis oc Norgis Fructbar Herlighed i 1656, nævner han udover de 11 købstæder også 12 ladesteder, som kunne sammenlignes med købstæder, nemlig Bragernes, Langesund, Larvik, Moss, Halden, Drøbak, Holmestrand, Kragerø, Risør, Arendal og Flekkerøy (Langesund omfatter hele Skiensfjorden og henviser formodentlig især til Porsgrunn).

### Forbud mod proviantsalg
Endnu i 1604 findes ladesteder ikke omtalt som særligt stillede steder. I Christian 4.s Norske Lov, kjøbebolken § 10 findes en bestemmelse om forbud mod proviantsalg til fremmede skuder. Det blev pålagt kongelige fogeder at holde øje med, at ingen sådan handel skete på landet eller i "havnene", samt at ingen udlændinge udøvede nogen slags købmandskab her. I 1620-erne og 1630-erne blev toldvæsenet skærpet af økonomiske hensyn, og det ser ud til, at man i ladestedernes handel så et muligt beskatningsemne, som kongen måtte sikre sig kontrollen over. I et kongebrev af 1656 udvides forbuddet til at omfatte salg af fedevarer til skibsproviant, men bestemmelsen mildnedes snart derhen, at dette skulle være tilladt for de, som havde borgerskab i en købstad, men boede på ladestederne.

### Tidlig byplanlægning
Under den fortsatte udvikling af ladestederne skete der en form for selvregulering: de eksisterende landejere udpegede de steder, hvor nye tilflyttere kunne bygge eget hus. Befolkningsudviklingen førte efterhånden til, at byboerne måtte tænke langsigtet, og fx foretog bestyreren af Stømsgodset en opmåling af hele Strømsø (i Drammen) i 1663 og udstak efterfølgende regulære gadenet med gadebredder på 7 alen (4,5 m). Lignende reguleringer synes at være foretaget flere steder.

### Toldreglerne reguleres
I toldrullerne mellem 1672 og 1768 blev der udformet nye bestemmelser om handelsret. Ifølge disse var det i ladestederne tilladt at losse, laste og fortolde varer fra Danmark-Norge og hertugdømmerne samt trælast, som blev enten udskibet dertil eller til udlandet, men ellers ingen andre varer, hvis handel var forbeholdt købstæderne. Betingelsen for udøvelse af denne handelsret var, at man havde borgerskab som købmand i den købstad, som ladestedet hørte under.

### Retsstilling
I retslig henseende hørte ladestederne under landdistrikterne, både i henseende til tingsted og til lovbestemmelser. Således blev det bestemt, at der på ladestederne kun måtte udøves de håndværk, som tillige var tilladte i landdistrikterne og under forudsætning af, at håndværkerne ikke tog borgerskab.

### Manglende centralstyring
Formelt skulle talrige spørgsmål afgøres i rigsfællesskabets hovedstad, København, men i praksis kunne beslutningerne påvirkes stærkt fra lokalt hold. Hvis de ledende embedsmænd i Norge kunne blive enige i deres indstillinger, blev disse som regel også fulgt af embedsværket centralt, men hvis der ikke var enighed, kunne centralembedsvæsenet komme til andre beslutninger. Karakteristisk er det, at í striden mellem Skien og ladestederne i 1730-erne valgte man at underkende statholderen Rantzaus købstadsvenlige udtalelser, og ligeledes blev stiftamtmand Nissen overhørt, da Molde og Lille-Fosen fik købstadsret i 1742, hvorimod et lignende andragende ti år tidligere ikke var lykkedes. I en konflikt mellem Christiansand og ladestederne Mandal og Flekkefjord om importrettigheder tog det længere tid at afgøre spørgsmålet til ladestedernes fordel, fordi stiftamtmand og statholder var delte i spørgsmålet.
En ny situation indtraf efter 1784, idet der blandt andet blev givet begrænsede stapelrettigheder til Fredrikstad, Drammen og Arendal som led i en begyndende liberalisering. Efterhånden udviklede der sig også kamp mellem købstæder og ladesteder om oplandshandelen. Nok så vigtigt for ladestedernes udvikling var, at flere af dem efterhånden fik egen byfoged eller blev udskilte som egne kirkesogne. Mange ladesteder fik tidligt egen kirke men uden at blive udskilt i et eget sogn.

### Købstadsrettigheder
Mange ladesteder fik efterhånden købstadsrettigheder, dels under rigsfællesskabet med Danmark, dels senere:
- Arendal – nævnes som ladested 1610 (vistnok under Skien), senere under Kristiansand, fik status som købstad i 1723.[13]
- Bragernes – ladested 1600-tallet, købstad 1715, del af Drammen efter 1811.
- Brevik – ladested fra 1500-tallet, købstad 1845, del af bykommunen Porsgrunn efter 1964.
- Drøbak – ladested fra 1600-tallet, købstad 1842, del af landkommunen Frogn efter 1962.
- Egersund – ladested 1798, del af bykommunen Eigersund efter 1965.
- Farsund – ladested 1795.
- Flekkefjord – toldsted 1650, ladested ??, købstad 1842
- Halden – blev ladested i 1500-tallet. Fik status som købstad i 1666 og byttede navn til Fredrikshald.[13]
- Hvitsten – ladested fra 1600-tallet i landkommunen Vestby, men blev aldrig egen kommune.
- Hølen – blev ladested under Christiania i 1600-tallet, fik bystatus 1848.
- Lille-Fosen – blev ladested under Trondheim i 1600-tallet, fik bystatus 1742 og navnet Kristiansund.
- Langesund toldsted 1570, ladested 1765, del af landkommunen Bamble siden 1964
- Lillesand blev ladested i 1600-tallet.
- Mandal toldsted 1640, ladested 1779, købstad 1921.
- Molde blev ladested under Trondheim i 1614, og fik bystatus i 1742.[14]
- Risør eller Østerrisør blev ladested under Skien i 1614. Fik bystatus 1723.[14]
- Sandefjord – ladested 1570, købstad 1845.[14]
- Strømsø ladested under Tønsberg. Til 1811.
- Bragernes ladested under Christiania. Til 1811.
- Sogndalstrand ladested fra 1600-tallet. Del af landkommunen Sokndal efter 1944.
- Son – blev ladested 1604, vist under Christiania. Fik aldrig bystatus. Del af landkommunen Vestby efter 1964.
- Stathelle – ladested 1774, egen kommune 1851, del af landkommunen Bamble efter 1965.
- Strømsø – ladested i 1600-tallet, købstad 1715, del af Drammen efter 1811.
- Ålesund – ladested (delvis) 1793, fulde ladestedsrettigheder 1824, købstad 1848.
- Åsgårdstrand – blev ladested 1650 under Tønsberg, fra 1660 under Holmestrand, fik bystatus 1752. Mistede sin bystatus i 1800-tallet, og blev igen regnet som ladested i 1900-tallet.

### Efter Norges adskillelse fra Danmark 1814
I første halvdel af 1800-tallet oprettedes et antal nye ladesteder i Norge:
- Lillesand 1821.
- Ålesund 1823.
- Tvedestrand 1836.
- Hvitsten ca. 1840.
- Namsos 1845.
- Sognedalsstrand 1845.
- Svelvik 1845.
- Holmsbu 1847.
- Haugesund 1854.
- Skudeneshavn 1857.
- Steinkjer 1857.
- Horten 1857.
- Florø 1860.
- Sandnes 1860.
- Kopervik 1866.
- Mosjøen 1874.

Ladesteder stod i et vist underordnelsesforhold til nærmeste købstad, navnlig derved, at dets handlende måtte løse borgerskab i denne. Efter mange og lange rivninger mellem de to arter af handelssteder bortfaldt endelig denne genstående forpligtelse ved Handelsloven af 8. august 1842 § 31, der i handelspolitisk henseende i det væsentlige ligestillede ladested og købstad. Derimod vedblev ladesteder administrativt, judicielt og konstitutionelt at tilhøre landdistrikterne, selv om de — på et par små undtagelser nær, i henhold til Formandskabsloven af 13. januar 1837 § 15 efterhånden havde opnået — dannede særskilte kommuner.
Stortingsmænd valgte de derfor sammen med vedkommende fylke, ikke med købstæderne.

### Efter selvstændigheden 1905
Efter Norges frigørelse fra Sveriges overhøjhed oprettedes endnu nogle ladesteder:
- Svolvær – ladested 1919, del af landkommunen Vågan efter 1964.
- Brønnøysund – ladested 1923, del af landkommunen Brønnøy efter 1964.
- Mo (Mo i Rana) – ladested 1923, del af landkommunen Rana efter 1964.
- Stavern – blev ladested i 1946, det sidste sted i Norge, som fik denne status.[17]

Ladestederne forsvandt i midten af 1900-tallet.

## Nordisk udsyn
I Danmark udgjorde modstykket til ladesteder de såkaldte ladepladser og i Sverige og Finland havde man stapelsteder.